# Liga Adriática de Basquetebol de 2019-20 (segunda divisão)
A Temporada 2019-20 da Segunda divisão da Liga Adriática de Basquetebol foi a 3ª temporada da competição regional masculina que une clubes da ex-Jugoslávia (Sérvia, Croácia, Bósnia e Herzegovina, Montenegro e Eslovénia. O torneio é organizado pela entidade privada ABA Liga Jtd.
Devido a Pandemia de COVID-19 a competição foi interrompida prematuramente, por fim a liga definiu convidar o KK Borac Čačak e o KK Split para disputar a primeira divisão.

## Equipes participantes
| Clube               | Localização     | Arena                                | Capacidade | Treinador           |
| ------------------- | --------------- | ------------------------------------ | ---------- | ------------------- |
| Borac Čačak         | Čačak           | Ginásio de Borac                     | 4 000      | Marko Marinović     |
| Dynamic VIP PAY     | Belgrado        | Ginásio Ranko Žeravica               | 5 000      | Mirsad Alilović     |
| Helios Suns Domžale | Domžale         | Hala Komunalnega Centra              | 2 500      | Dejan Jakara        |
| Lovćen 1947 Bemax   | Cetinje         | Lovćen SC                            | 1 500      | Zoran Kašćelan      |
| MZT Skopje Aerodrom | Escópia         | Centro Esportivo Jane Sandanski      | 7 500      | Gjorgji Kočov       |
| Novi Pazar          | Novi Pazar      | Ginásio Esportivo Pendik             | 1 600      | Oliver Popović      |
| Rogaška             | Rogaška Slatina | Ginásio Esportivo de Rogaska Slatina | 1 100      | Damjan Novaković    |
| Sloboda Tuzla       | Tuzla           | SKPC Mejdan                          | 4 900      | Josip Pandža        |
| Spars Sarajevo      | Sarajevo        | Ginásio Esportivo Grbavica           | 1 500      | Goran Šehovac       |
| Split               | Split           | Arena Gripe                          | 3 500      | Ante Grgurević      |
| Sutjeska            | Nikšić          | Ginásio Esportivo de Nikšić          | 3 000      | Zoran Glomazić      |
| Široki              | Široki Brijeg   | Arena Pecara                         | 4 500      | Krunoslav Krajnović |

## Temporada Regular
| Casa\Visitante      | BOR   | DYN   | HEL    | LOV    | MZT   | NOV     | ROG   | SLO    | SPA   | SPL    | SUT    | SIR    |
| ------------------- | ----- | ----- | ------ | ------ | ----- | ------- | ----- | ------ | ----- | ------ | ------ | ------ |
| Borac Čačak         |       | 87-80 | 101-55 | 87-65  | 95-73 |         | 91-61 | 99-69  | 96-62 | 90-60  | 81-69  | 91-69  |
| Dynamic VIP PAY     |       |       | 74-69  | 71-89  | 82-92 | 87-70   | 60-71 | 87-83  | 72-78 | 86-78  | 100-97 | 80-85  |
| Helios Suns Domžale | 73-80 | 63-61 |        | 92-62  | 78-76 | 95-86   | 48-79 | 91-73  | 77-80 |        | 83-82  | 84-70  |
| Lovćen 1947 Bemax   | 84-96 | 77-66 | 81-77  |        | 73-69 | 90-94   | 70-64 | 97-74  |       | 101-94 | 81-74  | 91-83  |
| MZT Skopje Aerodrom | 76-69 | 82-84 | 85-89  |        |       | 89-87   | 74-54 | 110-88 | 73-64 | 70-64  | 88-78  | 83-71  |
| Novi Pazar          | 95-99 | 69-77 | 83-79  | 104-77 |       |         | 77-81 | 74-78  | 88-86 | 92-85  | 79-83  | 103-87 |
| Rogaška             | 77-84 | 71-67 |        | 85-61  | 83-90 | 98-97   |       | 87-74  | 78-76 | 71-80  | 64-97  | 74-79  |
| Sloboda Tuzla       |       | 83-67 | 101-83 | 86-80  | 69-82 | 102-103 |       |        | 77-73 | 84-73  | 102-69 | 88-86  |
| Spars Realway       | 89-76 | 75-81 | 70-71  | 69-67  | 65-77 | 84-78   | 57-72 |        |       | 81-84  | 68-85  | 66-64  |
| Split               | 74-76 | 93-66 | 90-79  | 72-63  | 98-85 | 116-81  | 79-73 | 69-63  | 84-70 |        | 87-79  |        |
| Sutjeska            | 80-81 |       | 81-74  | 87-83  | 85-70 | 78-75   | 84-90 | 73-70  | 79-88 | 78-59  |        | 82-73  |
| Široki              | 74-93 | 83-79 | 75-58  | 81-73  | 89-77 | 79-71   | 91-82 | 98-90  | 74-67 | 103-84 |        |        |

## Tabela de Classificação
| Pos. | Clube               | J  | V  | D  | P+ : P- (dif) | SP  | P  | Classificação |
| ---- | ------------------- | -- | -- | -- | ------------- | --- | -- | ------------- |
| 1    | Borac Čačak         | 20 | 18 | 2  | 1768:1472     | 296 | 38 | Playoffs      |
| 2    | MZT Skopje Aerodrom | 20 | 12 | 8  | 1621:1565     | 56  | 32 | Playoffs      |
| 3    | Split               | 20 | 11 | 9  | 1623:1591     | 32  | 31 | Playoffs      |
| 4    | Široki              | 20 | 11 | 9  | 1614:1616     | -2  | 31 | Playoffs      |
| 5    | Sutjeska            | 20 | 10 | 10 | 1620:1596     | 24  | 30 |               |
| 6    | Rogaška             | 20 | 10 | 10 | 1515:1536     | -21 | 30 |               |
| 7    | Lovćen 1947         | 20 | 9  | 11 | 1565:1625     | -60 | 29 |               |
| 8    | Helios Suns Domžale | 20 | 9  | 11 | 1518:1590     | -72 | 29 |               |
| 9    | Sloboda Tuzla       | 20 | 8  | 12 | 1641:1697     | -56 | 28 |               |
| 10   | Dynamic VIP PAY     | 20 | 8  | 12 | 1527:1595     | -68 | 28 |               |
| 11   | Novi Pazar          | 20 | 7  | 13 | 1706:1750     | -44 | 27 |               |
| 12   | Spars Realway       | 20 | 7  | 13 | 1468:1553     | -85 | 27 |               |

## Playoffs
|  | Semifinais | Semifinais | Semifinais |  |  | Final | Final | Final |
|  |            |            |            |  |  |       |       |       |
|  |            |            |            |  |  |       |       |       |
|  |            |            |            |  |  |       |       |       |
|  |            |            |            |  |  |       |       |       |
|  |            |            |            |  |  |       |       |       |
|  |            |            |            |  |  |       |       |       |
|  |            |            |            |  |  |       |       |       |

| Time 1 | Série | Time 2 | 1º Jogo | 2º Jogo | 3º Jogo | 4º Jogo | 5º Jogo |
| ------ | ----- | ------ | ------- | ------- | ------- | ------- | ------- |
|        | -     |        |         |         |         |         |         |

## Campeões
| ABA Liga2 2019-20 Campeões |
| -------------------------- |
| ?º Título                  |